# Манилы (Камчатский край)
Манилы — село в Пенжинском районе Камчатского края России. Образует сельское поселение Село Манилы.

## География
Село расположено вблизи места впадения малой реки Манилы в реку Пенжина поблизости от устья последней, недалеко от побережья Пенжинской губы Охотского моря.

## Природа
Манилы расположены в зоне очень холодного субарктического климата, с длинной снежной зимой и коротким холодным дождливым летом. Вокруг села — тундра. Не очень большие релки[уточнить] из ольхи и ивняка встречаются только в пойме рек Пенжина и Манилка. Зато летом вокруг села полно ягоды. Местные жители собирают морошку, жимолость, много брусники и голубики. Недалеко от Манил попадаются и краснокнижные растения: золотой корень (родиола розовая) и багульник (рододендрон жёлтый). Недалеко от села были обнаружены кости мамонта.

## Население
| 2002 | 2010 | 2012 | 2013 | 2014 | 2015 | 2016 |
| ---- | ---- | ---- | ---- | ---- | ---- | ---- |
| 959  | ↘767 | ↘761 | ↗792 | ↗796 | ↘766 | ↘759 |
| 2017 | 2018 | 2019 | 2020 | 2021 |      |      |
| ↘745 | ↘722 | ↘697 | ↘694 | ↘667 |      |      |

Манилы — самое крупное село Пенжинского района, превышающее по численности населения районный центр — село Каменское.

## История
Первые упоминания о месте, где сейчас стоит село Манилы, датируются 1658 годом. Тогда здесь побывал русский землепроходец Иван Камчатый (один из первооткрывателей полуострова Камчатка). Само название корякского селения Манилы, по преданию, произошло от имени хозяина одинокой яранги Майнеле, который жил в устье реки Пенжина. В 1930-е годы Манилы входили в состав колхоза имени Водопьянова. В начале 1950-х годов это оленеводческое хозяйство было объединено с более крупным колхозом имени Сталина. В Манилы из ныне несуществующего села Орночики было переведено колхозное правление, но длительное время Манилы входили в состав именно Орночикинского сельского поселения. Переименован населённый пункт был только в начале 1960-х годов, когда Орночики фактически были расселены. По данным официального сайта правительства Камчатского края, уже в середине 1960-х годов Манилы были довольно крупным селом. Его население превысило тысячу человек.

## Достопримечательности
В школе расположен небольшой краеведческий музей. В селе установлен памятник местному поэту и по совместительству фельдшеру Шору.

## Экономика
Среднемесячная заработная плата в Манилах составляет 18 с половиной тысяч рублей. Люди заняты на муниципальных предприятиях и ведомствах (сфера ЖКХ, образование, медицина), а также в работе 6 родовых национальных общин: национальное предприятие «Пойтыле», ООО национальное предприятие «Кайнын», Родовая община «Ягачи», Родовая община «Ённе», Родовая община «Апигин», Родовая община «Пойтл — О»

## Транспорт
Манилы — один из самых труднодоступных населенных пунктов Камчатки. Автомобильным зимником село связано с районным центром Каменское. Большую часть года попасть в Манилы, равно как и выбраться отсюда можно только на вертолете. Хотя в селе Манилы есть порт, но пассажирские перевозки вдоль побережья Камчатки не ведутся уже почти 20 лет. Местные жители освоили недорогой, но совершенно нелегальный способ перевозки. Пассажиров за небольшие деньги нелегально возят капитаны рыболовных или грузовых судов. Людей везут в подсобных помещениях или даже в трюмах. Из-за повальной нищеты, такой незаконный способ перевозки для местных жителей зачастую единственная возможность попасть на большую землю. Стоимость авиабилетов до краевого центра нередко доходит до 50 тысяч рублей.

## Сельское поселение
Статус и границы сельского поселения установлены Законом Корякского автономного округа от 2 декабря 2004 года № 365-ОЗ «О наделении статусом и определении административных центров муниципальных образований Корякского автономного округа».

## Управление
Главой села с 2016 года является Линков Лев Михайлович. Уроженец села Каменское Пенжинского района Камчатского края. В Манилах выиграл выборы при поддержке партии «Единая Россия»